# Palazzo Bossi Bocchi

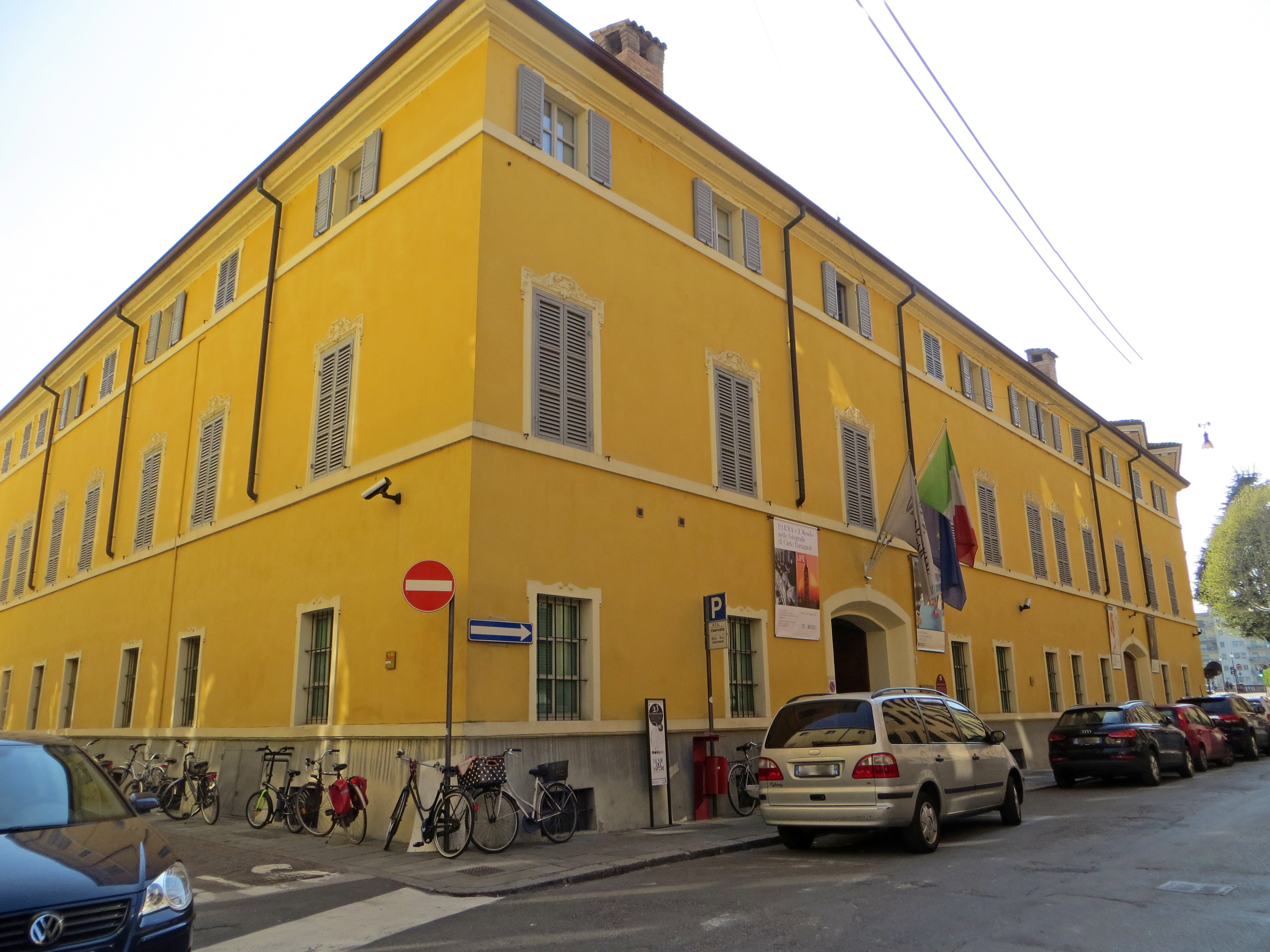
Palazzo Bossi Bocchi in Parma

Der Palazzo Bossi Bocchi ist ein Palast im klassizistischen und Jugendstil im historischen Zentrum von Parma in der italienischen Region Emilia-Romagna. Er liegt in der Strada al Ponte Caprazucca 4a. Dort sind der Sitz der Stiftung Cariparma und ihr Museum untergebracht.

## Geschichte
Der erste Palast an dieser Stelle wurde vermutlich im 16. Jahrhundert errichtet, als die Häuserzeile in der Nähe der Stützmauern des benachbarten Parmabachs hochgezogen wurde. Sein ursprünglicher Grundriss war nahezu dreieckig, was die damaligen Katasterpläne bezeugen.
Anfang des 19. Jahrhunderts erbte der Adlige Francesco Antonio Pelati das Gebäude. Er ließ einen erheblichen Teil abreißen und den ganzen Palast vollständig umbauen.
1894 kaufte Leonida Bocchi den Palast und ließ ihn vollständig restaurieren, umbauen und verschönern. Die Arbeiten betrafen auch die Fassaden und wurden erst 1911 abgeschlossen, als der Architekt Camillo Uccelli an die Rückfassade die Jugendstilloggia anbaute.
1977 stiftete Claudia Bossi, die Witwe des letzten Erben der Bocchis, das Gebäude der Sparkasse Parma, die dort 1995 den Sitz der Stiftung Cariparma und deren Museum unterbrachte.

## Beschreibung

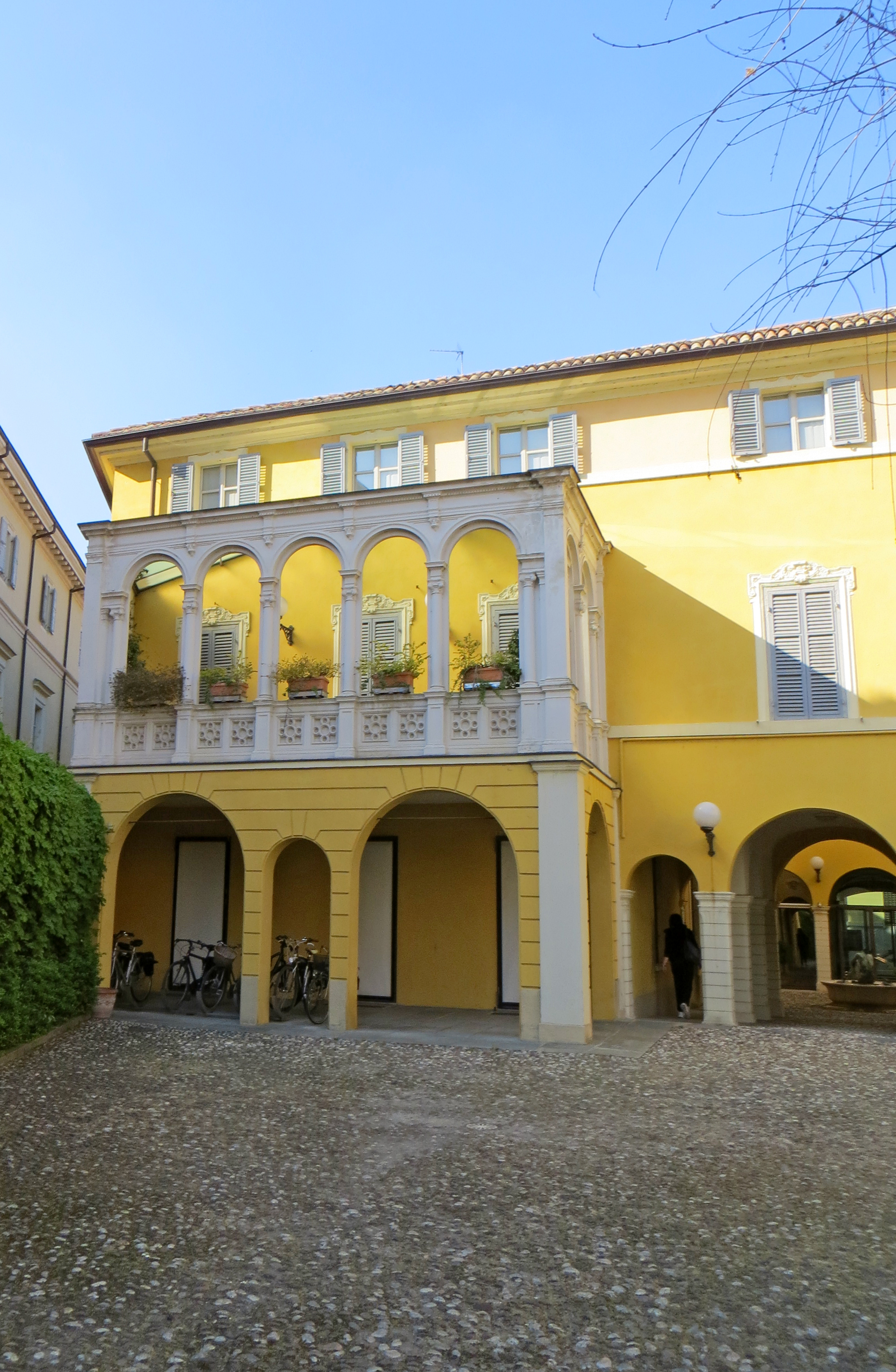
Loggia an der Rückseite des Gebäudes

Der Palast hat einen trapezförmigen Grundriss und ist um zwei Innenhöfe unterschiedlicher Größe herum gebaut.
Die einfache, symmetrische Hauptfassade hat zwei Eingangsportale. Alle Fenster sind elegant gerahmt; die Rahmen im Hauptgeschoss sind reicher verziert. Dieselben Motive wiederholen sich an den drei übrigen Fassaden. Das auffälligste Bauelement ist die kleine Vorhalle mit Loggia im Jugendstil an einer Ecke der Rückfassade, die zum Garten hin offen ist.
Der größere Innenhof mit Nymphäum ist durch eine Vorhalle und eine Loggia darüber auf zwei Ebenen gekennzeichnet, die eine ganze Hofseite beanspruchen. Ein Laubengang mit Rechteckgewölbe verbindet ihn mit dem kleineren Innenhof und in einer Achse mit dem Eingang führt eine Reihe von Arkaden zum Garten hinter dem Haus.

## Museum der Stiftung Cariparma
Der Rundgang durch das Museum, in dem hauptsächlich Werke von Künstlern, die mit der Stadt Parma verbunden sind oder waren, aus dem 19. und 20. Jahrhundert ausgestellt sind, teilt sich auf drei Stockwerke des Palastes auf. Das Untergeschoss ist der Papiergeldsammlung gewidmet, das Erdgeschoss dient temporären Ausstellungen und im ersten Obergeschoss ist die permanente Ausstellung von Gemälden, Statuen, Gravierungen, Geldstücken, Keramiken und Möbeln untergebracht.